# Danh sách giải thưởng và đề cử của The Wolf of Wall Street (phim 2013)
The Wolf of Wall Street là một bộ phim điện ảnh Mỹ thuộc thể loại hài đen tiểu sử công chiếu năm 2013 do Martin Scorsese làm đạo diễn, với phần kịch bản được chắp bút bởi Terence Winter, chuyển thể từ cuốn hồi ký cùng tên của nhà văn Jordan Belfort. Tác phẩm có sự góp mặt của Leonardo DiCaprio trong vai Belfort, một nhà môi giới chứng khoán ở New York kiêm điều hành một công ty có dính líu đến gian lận chứng khoán và rửa tiền ở phố Wall hồi thập niên 1990. Ngoài ra, các diễn viên Jonah Hill, Margot Robbie và Kyle Chandler cũng tham gia bộ phim với những vai diễn phụ. The Wolf of Wall Street có buổi trình chiếu tại thành phố New York vào ngày 17 tháng 12 năm 2013, trước khi được phát hành rộng rãi ở Bắc Mỹ và Pháp vào ngày 25 tháng 12 bởi Paramount Pictures. Phim gặt hái thành công về mặt thương mại khi thu về tới 392 triệu USD trên toàn thế giới so với vốn kinh phí sản xuất là 100 triệu USD. Tính đến tháng 8 năm 2015, đây được xem là tác phẩm ăn khách nhất trong sự nghiệp đạo diễn của Scorsese. Trang web tổng hợp kết quả đánh giá Rotten Tomatoes đã chấm bộ phim tỉ lệ đồng thuận 79%, dựa trên 276 bài đánh giá từ nhiều chuyên gia khác nhau trên trang web.
The Wolf of Wall Street đã gặt hái được nhiều giải thưởng và đề cử khác nhau, kèm theo những lời tán dương dành cho khâu chỉ đạo của Scorsese, diễn xuất của DiCaprio cũng như kịch bản của Winter. Tại lễ trao giải Oscar lần thứ 86, bộ phim giành được 5 đề cử: Phim hay nhất, Đạo diễn xuất sắc nhất cho Scorsese, Kịch bản chuyển thể xuất sắc nhất cho Winter, Nam diễn viên chính xuất sắc nhất cho DiCaprio và Nam diễn viên phụ xuất sắc nhất cho Hill, dù không chiến thắng bất kỳ hạng mục nào. Ngoài ra, phim cũng nhận được 4 đề cử tại giải BAFTA lần thứ 67, trong đó có Đạo diễn xuất sắc nhất, Nam diễn viên chính xuất sắc nhất và Kịch bản chuyển thể xuất sắc nhất, nhưng cũng đành ra về tay trắng. Tác phẩm còn được xướng tên đề cử tại giải Quả cầu vàng lần thứ 71, cụ thể là ở các hạng mục Phim ca nhạc hoặc phim hài hay nhất cùng với Nam diễn viên phim ca nhạc hoặc phim hài xuất sắc nhất (DiCaprio đã đoạt tượng vàng ở hạng mục này). Đồng thời, bộ phim cũng được xướng tên tại giải Hiệp hội đạo diễn nghệ thuật Hoa Kỳ lần thứ 66, giải Hiệp hội Các nhà sản xuất phim Hoa Kỳ lần thứ 25 cũng như giải Hội Các nhà biên kịch phim Hoa Kỳ lần thứ 66. The Wolf of Wall Street đã vinh dự được Ủy ban Quốc gia về Phê bình Điện ảnh và Viện phim Mỹ bầu chọn là một trong 10 tác phẩm điện ảnh xuất sắc nhất năm.

## Thành tựu
| Giải thưởng                                                    | Ngày trao giải       | Hạng mục                                               | Đề cử cho                                                                                | Kết quả             | Chú thích     |
| -------------------------------------------------------------- | -------------------- | ------------------------------------------------------ | ---------------------------------------------------------------------------------------- | ------------------- | ------------- |
| Giải thưởng Viện hàn lâm Nghệ thuật Điện ảnh và Truyền hình Úc | 10 tháng 1 năm 2014  | Nam diễn viên chính xuất sắc nhất                      | Leonardo DiCaprio                                                                        | Đề cử               | [ 18 ]        |
| Giải thưởng Viện Hàn lâm                                       | 2 tháng 3 năm 2014   | Phim hay nhất                                          | Martin Scorsese, Leonardo DiCaprio, Joey McFarland và Emma Tillinger Koskoff             | Đề cử               | [ 9 ]         |
| Giải thưởng Viện Hàn lâm                                       | 2 tháng 3 năm 2014   | Đạo diễn xuất sắc nhất                                 | Martin Scorsese                                                                          | Đề cử               | [ 9 ]         |
| Giải thưởng Viện Hàn lâm                                       | 2 tháng 3 năm 2014   | Nam diễn viên chính xuất sắc nhất                      | Leonardo DiCaprio                                                                        | Đề cử               | [ 9 ]         |
| Giải thưởng Viện Hàn lâm                                       | 2 tháng 3 năm 2014   | Nam diễn viên phụ xuất sắc nhất                        | Jonah Hill                                                                               | Đề cử               | [ 9 ]         |
| Giải thưởng Viện Hàn lâm                                       | 2 tháng 3 năm 2014   | Kịch bản chuyển thể xuất sắc nhất                      | Terence Winter                                                                           | Đề cử               | [ 9 ]         |
| Các nhà dựng phim Hoa Kỳ                                       | 7 tháng 2 năm 2014   | Dựng phim xuất sắc nhất                                | Thelma Schoonmaker                                                                       | Đoạt giải           | [ 19 ]        |
| Viện phim Mỹ                                                   | 10 tháng 1 năm 2014  | Tốp 10 bộ phim của năm                                 | Martin Scorsese, Leonardo DiCaprio, Riza Aziz, Joey McFarland, và Emma Tillinger Koskoff | Đoạt giải           | [ 17 ]        |
| Nghiệp đoàn Chỉ đạo nghệ thuật                                 | 8 tháng 2 năm 2014   | Thiết kế sản xuất xuất sắc nhất                        | Bob Shaw                                                                                 | Đề cử               | [ 20 ]        |
| Hội phê bình phim Boston                                       | 8 tháng 12 năm 2013  | Phim hay nhất                                          | The Wolf of Wall Street                                                                  | Á quân              | [ 21 ]        |
| Hội phê bình phim Boston                                       | 8 tháng 12 năm 2013  | Đạo diễn xuất sắc nhất                                 | Martin Scorsese                                                                          | Á quân              | [ 21 ]        |
| Hội phê bình phim Boston                                       | 8 tháng 12 năm 2013  | Nam diễn viên chính xuất sắc nhất                      | Leonardo DiCaprio                                                                        | Á quân              | [ 21 ]        |
| Hội phê bình phim Boston                                       | 8 tháng 12 năm 2013  | Kịch bản hay nhất                                      | Terence Winter                                                                           | Á quân              | [ 21 ]        |
| Hội phê bình phim Boston                                       | 8 tháng 12 năm 2013  | Dựng phim xuất sắc nhất                                | Thelma Schoonmaker                                                                       | Á quân              | [ 21 ]        |
| Hội phê bình phim Boston                                       | 8 tháng 12 năm 2013  | Dàn diễn viên xuất sắc nhất                            | The Wolf of Wall Street                                                                  | Đề cử               | [ 21 ]        |
| Giải thưởng Điện ảnh Viện Hàn lâm Anh Quốc                     | 16 tháng 2 năm 2014  | Đạo diễn xuất sắc nhất                                 | Martin Scorsese                                                                          | Đề cử               | [ 10 ]        |
| Giải thưởng Điện ảnh Viện Hàn lâm Anh Quốc                     | 16 tháng 2 năm 2014  | Nam diễn viên chính xuất sắc nhất                      | Leonardo DiCaprio                                                                        | Đề cử               | [ 10 ]        |
| Giải thưởng Điện ảnh Viện Hàn lâm Anh Quốc                     | 16 tháng 2 năm 2014  | Kịch bản chuyển thể xuất sắc nhất                      | Terence Winter                                                                           | Đề cử               | [ 10 ]        |
| Giải thưởng Điện ảnh Viện Hàn lâm Anh Quốc                     | 16 tháng 2 năm 2014  | Dựng phim xuất sắc nhất                                | Thelma Schoonmaker                                                                       | Đề cử               | [ 10 ]        |
| Hiệp hội Phê bình Phim Phát sóng                               | 16 tháng 1 năm 2014  | Phim hay nhất                                          | The Wolf of Wall Street                                                                  | Đề cử               | [ 22 ] [ 23 ] |
| Hiệp hội Phê bình Phim Phát sóng                               | 16 tháng 1 năm 2014  | Dàn diễn viên xuất sắc nhất                            | The Wolf of Wall Street                                                                  | Đề cử               | [ 22 ] [ 23 ] |
| Hiệp hội Phê bình Phim Phát sóng                               | 16 tháng 1 năm 2014  | Đạo diễn xuất sắc nhất                                 | Martin Scorsese                                                                          | Đề cử               | [ 22 ] [ 23 ] |
| Hiệp hội Phê bình Phim Phát sóng                               | 16 tháng 1 năm 2014  | Kịch bản chuyển thể hay nhất                           | Terence Winter                                                                           | Đề cử               | [ 22 ] [ 23 ] |
| Hiệp hội Phê bình Phim Phát sóng                               | 16 tháng 1 năm 2014  | Dựng phim xuất sắc nhất                                | Thelma Schoonmaker                                                                       | Đề cử               | [ 22 ] [ 23 ] |
| Hiệp hội Phê bình Phim Phát sóng                               | 16 tháng 1 năm 2014  | Nam diễn viên phim hài xuất sắc nhất                   | Leonardo DiCaprio                                                                        | Đoạt giải           | [ 22 ] [ 23 ] |
| Hiệp hội diễn viên Hoa Kỳ                                      | 22 tháng 1 năm 2015  | Phim hài có kinh phí cao nhất                          | Ellen Lewis                                                                              | Đoạt giải           | [ 24 ] [ 25 ] |
| Hiệp hội phê bình phim Chicago                                 | 16 tháng 12 năm 2013 | Kịch bản chuyển thể hay nhất                           | Terence Winter                                                                           | Đề cử               | [ 26 ]        |
| Hiệp hội phê bình phim Chicago                                 | 16 tháng 12 năm 2013 | Dựng phim xuất sắc nhất                                | Thelma Schoonmaker                                                                       | Đề cử               | [ 26 ]        |
| Hội phê bình phim Dallas–Fort Worth                            | 16 tháng 12 năm 2013 | Phim hay nhất                                          | The Wolf of Wall Street                                                                  | Đứng ở vị trí thứ 7 | [ 27 ]        |
| Hội phê bình phim Dallas–Fort Worth                            | 16 tháng 12 năm 2013 | Đạo diễn xuất sắc nhất                                 | Martin Scorsese                                                                          | Đứng ở vị trí thứ 5 | [ 27 ]        |
| Hội phê bình phim Dallas–Fort Worth                            | 16 tháng 12 năm 2013 | Nam diễn viên chính xuất sắc nhất                      | Leonardo DiCaprio                                                                        | Đứng ở vị trí thứ 5 | [ 27 ]        |
| Hội phê bình phim Dallas–Fort Worth                            | 16 tháng 12 năm 2013 | Nam diễn viên phụ xuất sắc nhất                        | Jonah Hill                                                                               | Đứng ở vị trí thứ 5 | [ 27 ]        |
| Hội phê bình phim Detroit                                      | 13 tháng 12 năm 2013 | Đạo diễn xuất sắc nhất                                 | Martin Scorsese                                                                          | Đề cử               | [ 28 ]        |
| Hội phê bình phim Detroit                                      | 13 tháng 12 năm 2013 | Nam diễn viên chính xuất sắc nhất                      | Leonardo DiCaprio                                                                        | Đề cử               | [ 28 ]        |
| Hội phê bình phim Detroit                                      | 13 tháng 12 năm 2013 | Dàn diễn viên xuất sắc nhất                            | The Wolf of Wall Street                                                                  | Đề cử               | [ 28 ]        |
| Hội phê bình phim Detroit                                      | 13 tháng 12 năm 2013 | Kịch bản xuất sắc nhất                                 | Terence Winter                                                                           | Đề cử               | [ 28 ]        |
| Giải Hiệp hội đạo diễn nghệ thuật Hoa Kỳ                       | 25 tháng 1 năm 2014  | Đạo diễn phim điện ảnh xuất sắc                        | Martin Scorsese                                                                          | Đề cử               | [ 13 ]        |
| Giải Dorian                                                    | 21 tháng 1 năm 2014  | Bộ phim của năm                                        | The Wolf of Wall Street                                                                  | Đề cử               | [ 29 ]        |
| Giải Empire                                                    | 30 tháng 3 năm 2014  | Nam diễn viên chính xuất sắc nhất                      | Leonardo DiCaprio                                                                        | Đề cử               | [ 30 ] [ 31 ] |
| Giải Empire                                                    | 30 tháng 3 năm 2014  | Ngôi sao mới xuất sắc nhất                             | Margot Robbie                                                                            | Đoạt giải           | [ 30 ] [ 31 ] |
| Hội các nhà phê bình phim Florida                              | 18 tháng 12 năm 2013 | Kịch bản hay nhất                                      | Terence Winter                                                                           | Á quân              | [ 32 ]        |
| Giải Quả cầu vàng                                              | 12 tháng 1 năm 2014  | Phim ca nhạc hoặc phim hài hay nhất                    | Sói già phố Wall                                                                         | Đề cử               | [ 11 ] [ 12 ] |
| Giải Quả cầu vàng                                              | 12 tháng 1 năm 2014  | Nam diễn viên phim ca nhạc hoặc phim hài xuất sắc nhất | Leonardo DiCaprio                                                                        | Đoạt giải           | [ 11 ] [ 12 ] |
| Giải Grammy                                                    | 8 tháng 2 năm 2015   | Tác phẩm âm nhạc biên soạn xuất sắc nhất cho phim ảnh  | The Wolf of Wall Street                                                                  | Đề cử               | [ 33 ]        |
| Cuộc bình chọn trực tuyến của giới phê bình phim toàn cầu      | 25 tháng 1 năm 2015  | Phim hay nhất                                          | The Wolf of Wall Street                                                                  | Đề cử               | [ 34 ]        |
| Cuộc bình chọn trực tuyến của giới phê bình phim toàn cầu      | 25 tháng 1 năm 2015  | Nam diễn viên chính xuất sắc nhất                      | Leonardo DiCaprio                                                                        | Đề cử               | [ 34 ]        |
| Cuộc bình chọn trực tuyến của giới phê bình phim toàn cầu      | 25 tháng 1 năm 2015  | Kịch bản chuyển thể hay nhất                           | Terence Winter                                                                           | Đề cử               | [ 34 ]        |
| Cuộc bình chọn trực tuyến của giới phê bình phim toàn cầu      | 25 tháng 1 năm 2015  | Dựng phim xuất sắc nhất                                | Thelma Schoonmaker                                                                       | Đề cử               | [ 34 ]        |
| Giải Phim điện ảnh & Truyền hình Ailen                         | 5 tháng 4 năm 2014   | Phim điện ảnh quốc tế hay nhất                         | The Wolf of Wall Street                                                                  | Đề cử               | [ 35 ] [ 36 ] |
| Giải Phim điện ảnh & Truyền hình Ailen                         | 5 tháng 4 năm 2014   | Nam diễn viên quốc tế xuất sắc nhất                    | Leonardo DiCaprio                                                                        | Đề cử               | [ 35 ] [ 36 ] |
| Giải Hội phê bình phim Luân Đôn                                | 2 tháng 2 năm 2014   | Bộ phim của năm                                        | The Wolf of Wall Street                                                                  | Đề cử               | [ 37 ]        |
| Giải Hội phê bình phim Luân Đôn                                | 2 tháng 2 năm 2014   | Nam diễn viên của năm                                  | Leonardo DiCaprio                                                                        | Đề cử               | [ 37 ]        |
| Giải Hội phê bình phim Luân Đôn                                | 2 tháng 2 năm 2014   | Đạo diễn của năm                                       | Martin Scorsese                                                                          | Đề cử               | [ 37 ]        |
| Giải Hội phê bình phim Luân Đôn                                | 2 tháng 2 năm 2014   | Nhà biên kịch của năm                                  | Terence Winter                                                                           | Đề cử               | [ 37 ]        |
| Giải Điện ảnh của MTV                                          | 13 tháng 4 năm 2014  | Phim hay nhất                                          | The Wolf of Wall Street                                                                  | Đề cử               | [ 38 ] [ 39 ] |
| Giải Điện ảnh của MTV                                          | 13 tháng 4 năm 2014  | Nam diễn viên xuất sắc nhất                            | Leonardo DiCaprio                                                                        | Đề cử               | [ 38 ] [ 39 ] |
| Giải Điện ảnh của MTV                                          | 13 tháng 4 năm 2014  | Diễn xuất đột phá nhất                                 | Margot Robbie                                                                            | Đề cử               | [ 38 ] [ 39 ] |
| Giải Điện ảnh của MTV                                          | 13 tháng 4 năm 2014  | Bộ đôi màn ảnh đẹp nhất                                | Jonah Hill và Leonardo DiCaprio                                                          | Đề cử               | [ 38 ] [ 39 ] |
| Giải Điện ảnh của MTV                                          | 13 tháng 4 năm 2014  | Diễn xuất ngực trần xuất sắc nhất                      | Leonardo DiCaprio                                                                        | Đề cử               | [ 38 ] [ 39 ] |
| Giải Điện ảnh của MTV                                          | 13 tháng 4 năm 2014  | Khoảnh khắc gây há hốc mồm hay nhất                    | Leonardo DiCaprio                                                                        | Đoạt giải           | [ 38 ] [ 39 ] |
| Giải Điện ảnh của MTV                                          | 13 tháng 4 năm 2014  | Khoảnh khắc âm nhạc tuyệt vời nhất                     | Leonardo DiCaprio                                                                        | Đề cử               | [ 38 ] [ 39 ] |
| Giải Điện ảnh của MTV                                          | 13 tháng 4 năm 2014  | Diễn viên hài xuất sắc nhất                            | Jonah Hill                                                                               | Đoạt giải           | [ 38 ] [ 39 ] |
| Ủy ban Quốc gia về Phê bình Điện ảnh                           | 4 tháng 12 năm 2013  | Kịch bản chuyển thể hay nhất                           | Terence Winter                                                                           | Đoạt giải           | [ 16 ]        |
| Ủy ban Quốc gia về Phê bình Điện ảnh                           | 4 tháng 12 năm 2013  | Tốp mười bộ phim hay nhất                              | The Wolf of Wall Street                                                                  | Đoạt giải           | [ 16 ]        |
| Liên hoan phim Palm Springs International                      | 5 tháng 1 năm 2014   | Giải Diễn xuất sáng tạo gây đột phá                    | Jonah Hill (The Wolf of Wall Street, và Moneyball)                                       | Đoạt giải           | [ 40 ]        |
| Giải Hiệp hội các nhà sản xuất phim Hoa Kỳ                     | 19 tháng 1 năm 2014  | Phim điện ảnh chiếu rạp hay nhất                       | Riza Aziz, Emma Koskoff, và Joey McFarland                                               | Đề cử               | [ 14 ]        |
| Hội phê bình phim San Francisco                                | 15 tháng 12 năm 2013 | Phim hay nhất                                          | The Wolf of Wall Street                                                                  | Đề cử               | [ 41 ]        |
| Hội phê bình phim San Francisco                                | 15 tháng 12 năm 2013 | Đạo diễn xuất sắc nhất                                 | Martin Scorsese                                                                          | Đề cử               | [ 41 ]        |
| Hội phê bình phim San Francisco                                | 15 tháng 12 năm 2013 | Nam diễn viên chính xuất sắc nhất                      | Leonardo DiCaprio                                                                        | Đề cử               | [ 41 ]        |
| Hội phê bình phim San Francisco                                | 15 tháng 12 năm 2013 | Kịch bản chuyển thể xuất sắc nhất                      | Terence Winter                                                                           | Đề cử               | [ 41 ]        |
| Hội phê bình phim San Francisco                                | 15 tháng 12 năm 2013 | Dựng phim xuất sắc nhất                                | Thelma Schoonmaker                                                                       | Đề cử               | [ 41 ]        |
| Giải Satellite                                                 | 23 tháng 2 năm 2014  | Phim hay nhất                                          | The Wolf of Wall Street                                                                  | Đề cử               | [ 42 ]        |
| Giải Satellite                                                 | 23 tháng 2 năm 2014  | Đạo diễn xuất sắc nhất                                 | Martin Scorsese                                                                          | Đề cử               | [ 42 ]        |
| Giải Satellite                                                 | 23 tháng 2 năm 2014  | Nam diễn viên chính phim điện ảnh xuất sắc nhất        | Leonardo DiCaprio                                                                        | Đề cử               | [ 42 ]        |
| Giải Satellite                                                 | 23 tháng 2 năm 2014  | Kịch bản chuyển thể xuất sắc nhất                      | Terence Winter                                                                           | Đề cử               | [ 42 ]        |
| Giải Satellite                                                 | 23 tháng 2 năm 2014  | Dựng phim xuất sắc nhất                                | Thelma Schoonmaker                                                                       | Đề cử               | [ 42 ]        |
| Giải Hiệu ứng hình ảnh                                         | 12 tháng 2 năm 2014  | Hiệu ứng hình ảnh nổi bật                              | Robert Legato, Mark Russell, Joseph Farrell, Lisa Spence                                 | Đề cử               | [ 43 ]        |
| Hội phê bình phim khu vực Washington D.C                       | 9 tháng 12 năm 2013  | Đạo diễn xuất sắc nhất                                 | Martin Scorsese                                                                          | Đề cử               | [ 44 ]        |
| Hội phê bình phim khu vực Washington D.C                       | 9 tháng 12 năm 2013  | Nam diễn viên chính xuất sắc nhất                      | Leonardo DiCaprio                                                                        | Đề cử               | [ 44 ]        |
| Hội phê bình phim khu vực Washington D.C                       | 9 tháng 12 năm 2013  | Kịch bản chuyển thể xuất sắc nhất                      | Terence Winter                                                                           | Đề cử               | [ 44 ]        |
| Hội phê bình phim khu vực Washington D.C                       | 9 tháng 12 năm 2013  | Dựng phim xuất sắc nhất                                | Thelma Schoonmaker                                                                       | Đề cử               | [ 44 ]        |
| Hội Nhà văn Hoa Kỳ                                             | 1 tháng 2 năm 2014   | Kịch bản chuyển thể xuất sắc nhất                      | Terence Winter                                                                           | Đề cử               | [ 15 ]        |
| Giải Nghệ sĩ trẻ                                               | 4 tháng 5 năm 2014   | Nữ diễn viên phụ xuất sắc nhất                         | Giselle Eisenberg                                                                        | Đề cử               | [ 45 ]        |